# Gornji Kot
Gornji Kot je naselje v Občini Žužemberk.